# Gissur Einarsson
Gissur Einarsson, född omkring 1512, död 24 mars 1548, var Islands förste lutherske biskop.
Gissur Einarsson omhändertogs som ung av biskop Ögmundur Pálsson i Skalholt, som sände honom att studera i Tyskland, där han påverkades av reformationen. 1536 blev Gissur Einarsson, trots misstanke om kätteri, den gamle biskopens medhjälpare och 1539 hans efterträdare. Gissur Einarsson verkade med framgång för reformationen inom stiftet. Han utgav ett par mindre traktater med reformatorisk tendens samt översatte delar av Gamla Testamentet från tyska till isländska.